# Dyskryminacja czuciowa
Dyskryminacja czuciowa – zdolność do rozróżniania działających w tym samym czasie bodźców dotykowych w określonej odległości od siebie. 
Badanie dyskryminacji czuciowej przeprowadza się za pomocą tzw. cyrkla Webera – zakończonego dwoma szpikulcami, dzięki któremu można delikatnie ukłuć badanego w dwóch miejscach jednocześnie, znając przy tym odległość między tymi miejscami. Badanie należy zaczynać od odległości, w której badany informuje o dwóch jednoczasowych ukłuciach i zmniejszać ją do momentu, kiedy uzna, że nastąpiło jedno ukłucie. Miarą dyskryminacji jest najmniejsza odległość między punktami, w których dotyk badany czuje jako dwa różne bodźce. Odległość ta w zależności od okolicy ciała może wynosić od 3–8 mm na opuszkach palców rąk do kilku centymetrów na plecach.
Zjawisko dyskryminacji czuciowej można wykorzystać również do wykrywania anozognozji, czyli ignorowania niedominującej połowy ciała przy uszkodzeniu płata ciemieniowego niedominującej półkuli mózgu. Badanie przeprowadzamy poprzez ukłucie w dwóch symetrycznie położonych względem osi ciała punktach. W przypadku odczuwania ukłucia tylko po dominującej stronie ciała należy stwierdzić anozognozję.